# Adrien Bossel
Adrien Bossel (* 28. Dezember 1986 in Freiburg im Üechtland) ist ein ehemaliger Schweizer Tennisspieler.

## Karriere
Bossel spielt hauptsächlich auf der ITF Future Tour, nimmt aber auch an Turnieren der höherklassigen ATP Challenger Tour teil. In seiner Karriere konnte er acht Future-Turniere im Einzel und sechs im Doppel gewinnen. Auf der ATP World Tour bestritt er bei den Swiss Indoors Basel 2012 sein erstes Spiel. An der Seite von Henri Laaksonen verlor er sein Auftaktspiel im Doppel gegen das Duo Kevin Anderson und Viktor Troicki in zwei Sätzen mit 2:6 und 2:6. Seine erste Einzel-Qualifikation für das Hauptfeld eines Turnieres schaffte er am 8. Juli 2013 in Newport bei den Hall of Fame Tennis Championships. Er besiegte dabei in den ersten zwei Runden Adam Feeney und Denys Moltschanow sowie im Qualifikationsfinale den Kanadier Érik Chvojka. Im Hauptfeld unterlag er schliesslich Rajeev Ram mit 2:6, 2:6.
2014 spielte Bossel erstmals für die Schweizer Davis-Cup-Mannschaft. Dort hat er eine Bilanz von 1:3.
2019 nahm er das letzte Mal an einem Profiturnier teil.